# Phar Lap
Phar Lap, även kallad "Wonder Horse", "Red Terror", "Bobby", "Big Red" och "Australia's Wonder Horse" var ett engelskt fullblod och galopphäst född 4 oktober 1926 på Nya Zeeland. Han var en fuxfärgad valack, efter Night Raid och undan Entreaty. Hans namn betyder blixten på singalesiska.
Phar Lap tränades i Australien. Han vann bland annat Melbourne Cup och Agua Caliente Handicap. Phar Lap dog en mystisk död 1932, endast 6 år gammal, och först 2006 lyckades man lösa gåtan om hans död. Han finns nu uppstoppad på Melbourne Museum, hans skelett finns på Te Papa Tongarewa museet i Nya Zeeland och hans stora hjärta, som vägde 6,4 kg, på Australiens nationalmuseeum i Canberra. En film spelades in 1983 om hästens liv. 

## Biografi
Phar Lap föddes i Timaru, Nya Zeeland den 4 oktober, 1926 efter hingsten Night Raid och undan stoet Entreaty. Phar Lap såldes redan som tvååring vid New Zealand Yearling Sales som anordnades vid Trentham galoppbana i januari 1928. Phar Lap köptes då av Hugh Telford, bror till galopptränaren Harry Telford, för 160 guineas. Hingsten köptes till David J. Davis, en amerikan som flyttat till Australien och gjort sig en förmögenhet på att importera och sälja porslin och silver. 
Phar Lap, som fortfarande inte hade fått sitt namn skeppades över till Australien för att ingå i Telfords stall. Phar Lap var då mager och klumpig, hade vårtor i ansiktet och hans gångarter var fruktansvärda. David blev arg när han såg vad han blivit övertalad att köpa, och vägrade att betala träningen för hästen. Tränaren, som inte varit väldigt framgångsrik och som var mån om att ha kvar sitt jobb hos David, erbjöd sig då att låna hingsten i tre år, betala för mat och alla startavgifter inför loppen, samt träna hingsten gratis, mot att han fick 2/3 av vinstsummorna om hingsten vann.
Phar Lap kastrerades då han var väldigt stor och man ville undvika att han blev för stor och klumpig. När Phar Lap växt klart var han ändå över 170 cm i mankhöjd. 

### Galoppkarriär
Phar Lap fick så småningom sitt namn, det singalesiska ordet för "himlens blinkning" eller blixt, men skötaren Woodcock kallade honom kort för "Bobby". Namnet verkade dock väldigt ironiskt när Phar Lap blev oplacerad i sina första fyra starter. Till sist vann han det sista loppet han startades i den säsongen, Rosehill Maiden Juvenile Handicap den 27 april, 1929.
Hans nästa säsong som 3-åring startades inte heller speciellt bra, då han återigen förblev oplacerad i sina fyra första starter, innan han kom på andra plats i Chelmsford Stakes. Men efter detta lossnade allt och Phar Lap började vinna flera av sina lopp bland annat två derbyn där han slog två världsrekord i båda. Detta gjorde att han kunde startas i Melbourne Cup där han slutade på tredje plats. Efter ytterligare en förlust i St George Stakes förblev han obesegrad den säsongen, och förlorade enbart två lopp nästa säsong.
Efter fler vinstrika säsonger skeppades Phar Lap över till Nordamerika den 20 november 1931. Där skulle han få tävla mot flera stora galopphästar. Först anlände Phar Lap till Nya Zeeland där han fick vila i några veckor och sedan fortsatte de mot USA. De landade i San Francisco den 15 januari, 1932. Hans första lopp i Nordamerika blev Agua Caliente Handicap i Tijuana, Mexiko, som hade den största prissumman någonsin i Nordamerikas historia. Phar Lap vann även detta lopp där han slog banrekord med tiden 2:02 4/5. 

### Dödshot
Efter Phar Laps succé förekom många hot om att Phar Lap skulle dödas innan Melbourne Stakes. Phar Laps skötare Tommy Woodcock red på en häst medan han ledde Phar Lap tillbaka till stallet efter en träning när en bil närmade sig och någon i bilen sköt mot hästen. De missade dock och varken Phar Lap, skötaren eller den andra hästen blev skadade. Det fanns inga misstänkta och ingen anhölls för det. Phar Lap sprang samma eftermiddag Melbourne Stakes som han vann. 

### Död
Efter Agua Caliente Handicap skickades Phar Lap till Edward Perry's ranch "Atherton Ranch" utanför San Francisco, där han skulle få vila medan man planerade hans framtida lopp. Tusentals fans besökte gården för att se championhästen. Vid denna tidpunkt var han rankad på tredjeplats över de hästar som sprungit in mest vinstpengar.  
Den 5 april 1932 hittades Phar Lap tidigt på morgonen i svåra koliksmärtor och med en hög feber. Inom några timmar var Phar Lap död. En obduktion visade att hans inälvor var inflammerade. Phar Lap tävlade i fyra år, och under den tiden vann han 37 av 51 lopp. 
2006 bevisades det med några av Phar Laps hårstrån att hästen blev förgiftad med en stor dos arsenik en eller två dagar före hans död, och detta var anledningen till dödsfallet. Man visste dock inte om förgiftningen av Phar Lap var avsiktlig eller inte. Men 2008 undersöktes tränaren Harry Telfords anteckningar om Phar Laps foderstat och det visade sig att Harry hade gett hästen stimulanter som förr var vanliga att man gav hästarna innan loppen. Dessa drycker innehöll bland annat arsenik, stryknin belladonna, kokain och koffein. Harry Telford var inte med på resan till Amerika utan istället hade boken lånats av skötaren och andratränaren Tommy Woodcock. Woodcock själv erkände på sin dödsbädd 1985 att han kan ha förgiftat hästen på detta sättet. Så troligtvis blev Phar Lap dödad av sin egen tränare med en oavsiktlig överdos, kombinerat med att hästens immunförsvar var försämrat efter resandet, snarare än amerikanska gangstrar som många trodde.

## Utmärkelser och hedranden
Phar Lap blev uppstoppad efter sin död och stod nu på Victoria Museum i Australien, tillsammans med saker som donerats av Tommy Woodcock. Phar Lap flyttades sedan och fick ett helt monument rest efter sig i Melbourne Museum, som är en väldigt populär utställning bland besökare. Phar Laps hjärta, som var onormalt stort med en vikt på ca 7 kilo har bevarats och finns på National Museum i Canberra. Skelettet har även det bevarats och står i Dominion Museum i Wellington.
Det finns flera böcker om Phar Lap, och 1983 kom en film om honom, Phar Lap: Heart of a Nation, med Tom Burlinson som skötaren Tommy Woodcock. Tommy Woodcock själv medverkade i filmen som tränare. Phar Lap spelades av hästen Towering Inferno som själv dog efter ett blixtnedslag 1999, ironiskt nog då Phar Lap betydde blixt.
Phar Lap anses vara en så viktig del i Australiens historia att barn får lära sig om honom i skolan i Australien och på Nya Zeeland, och han finns med i Australiens medborgarskapstest. En staty av honom kommer att resas vid hans födelseort i november 2009.

## Stamtavla
| Efter Night Raid, Brun, född 1918 | Radium 1903       | Bend Or, 1877           | Doncaster, 1870        |
| Efter Night Raid, Brun, född 1918 | Radium 1903       | Bend Or, 1877           | Rouge Rose, 1865       |
| Efter Night Raid, Brun, född 1918 | Radium 1903       | Taia, 1892              | Donovan, 1886          |
| Efter Night Raid, Brun, född 1918 | Radium 1903       | Taia, 1892              | Eira, 1881             |
| Efter Night Raid, Brun, född 1918 | Sentiment 1912    | Spearmint, 1903         | Carbine, 1885          |
| Efter Night Raid, Brun, född 1918 | Sentiment 1912    | Spearmint, 1903         | Maid of the Mint, 1897 |
| Efter Night Raid, Brun, född 1918 | Sentiment 1912    | Flair, 903              | St Frusquin, 1893      |
| Efter Night Raid, Brun, född 1918 | Sentiment 1912    | Flair, 903              | Glare 1891             |
| Undan Entreaty Brun, född 1920    | Winkie 1912       | William the Third, 1898 | St Simon, 1881         |
| Undan Entreaty Brun, född 1920    | Winkie 1912       | William the Third, 1898 | Gravity, 1884          |
| Undan Entreaty Brun, född 1920    | Winkie 1912       | Conjure, 1895           | Juggler, 1885          |
| Undan Entreaty Brun, född 1920    | Winkie 1912       | Conjure, 1895           | Connie 1884            |
| Undan Entreaty Brun, född 1920    | Prayer Wheel 1905 | Pilgrims Progress, 1889 | Isonomy, 1875          |
| Undan Entreaty Brun, född 1920    | Prayer Wheel 1905 | Pilgrims Progress, 1889 | Pilgrimage, 1875       |
| Undan Entreaty Brun, född 1920    | Prayer Wheel 1905 | Catherine Wheel, 1891   | Maxim, 1884            |
| Undan Entreaty Brun, född 1920    | Prayer Wheel 1905 | Catherine Wheel, 1891   | Miss Kate, 1873        |